# Rhopalina
Rhopalina is een geslacht van rechtvleugeligen uit de familie doornsprinkhanen (Tetrigidae). De wetenschappelijke naam van dit geslacht is voor het eerst geldig gepubliceerd in 1939 door Tinkham.

## Soorten
Het geslacht Rhopalina  is monotypisch en omvat slechts de volgende soort:
- Rhopalina javana (Tinkham, 1939)